# Tadeusz Mostowski (matematyk)
Tadeusz Mostowski – polski matematyk, profesor nauk matematycznych, syn Andrzeja Mostowskiego, brat Jana Mostowskiego, fizyka. Specjalizuje się w równaniach różniczkowych oraz osobliwościach zbiorów i funkcji analitycznych. Profesor nadzwyczajny w Instytucie Matematyki Wydziału Matematyki, Informatyki i Mechaniki Uniwersytetu Warszawskiego (Zakład Równań Różniczkowych). 

## Życiorys
Studia matematyczne ukończył na Uniwersytecie Warszawskim, gdzie następnie został zatrudniony i zdobywał kolejne awanse akademickie. Stopień doktorski uzyskał w 1973 na podstawie pracy pt. Rozszerzenia immersji ze sfer dysków, przygotowanej pod kierunkiem Bogdana Bojarskiego. Tytuł naukowy profesora nauk matematycznych otrzymał w 2003. Członek Polskiego Towarzystwa Matematycznego oraz rady naukowej Instytutu Matematycznego PAN.
Swoje prace publikował w takich czasopismach jak m.in. „Annals of Mathematics”, „Reports on Mathematical Physics” oraz „Michigan Mathematical Journal”.